# 26e cérémonie des Goyas

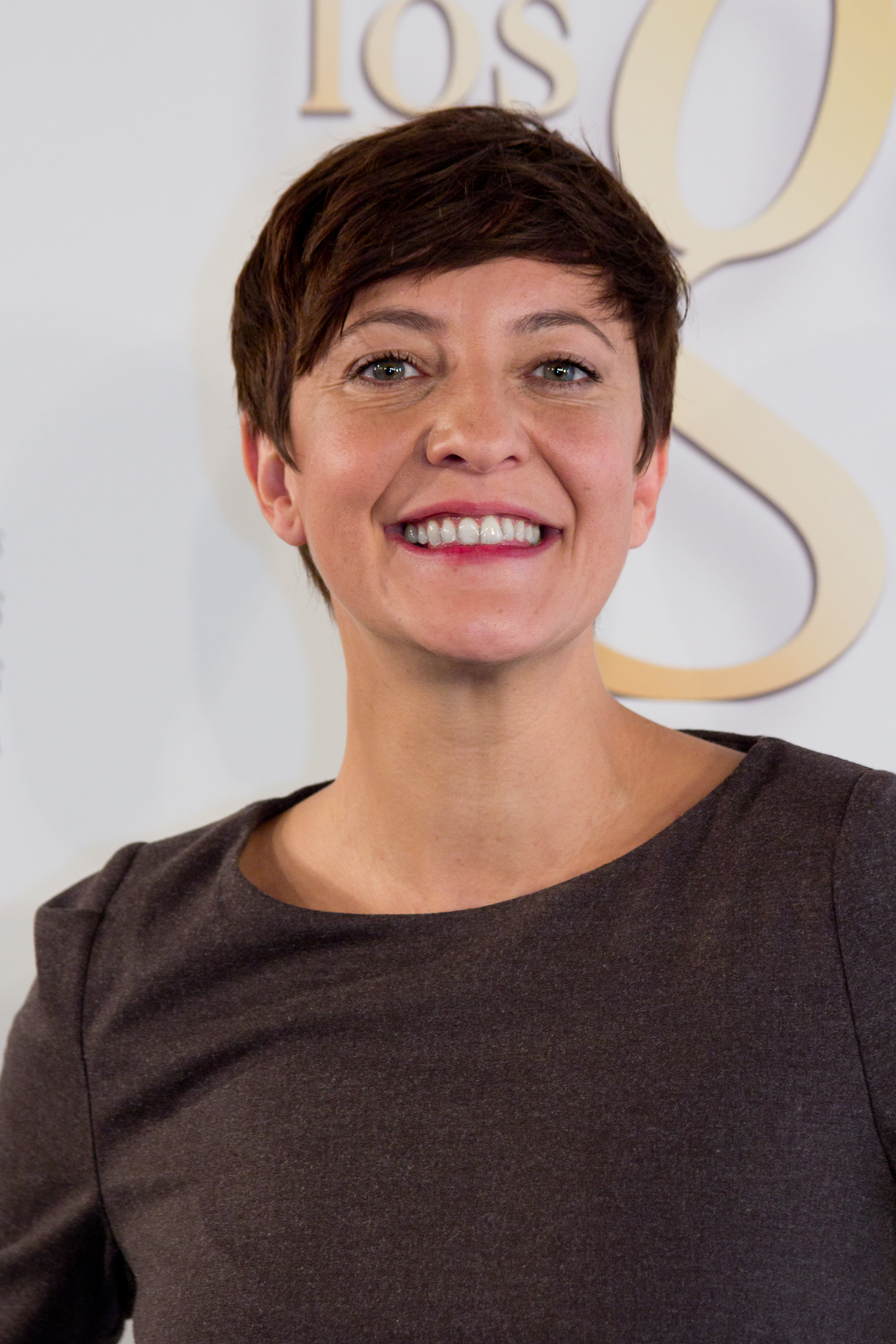
, présentatrice de la cérémonie.

La 26e cérémonie des Goyas (ou Premios Goya), organisée par l'Academia de las artes y las ciencias cinematográficas de España, a eu lieu le 19 février 2012 au Palais municipal des congrès de Madrid et a récompensé les films sortis en 2011. Elle a été présentée par Eva Hache (en).

## Palmarès

### Meilleur film
- No habrá paz para los malvados
  - Blackthorn
  - La piel que habito
  - La voz dormida

### Meilleur réalisateur
- Enrique Urbizu pour No habrá paz para los malvados
  - Pedro Almodóvar pour La piel que habito
  - Mateo Gil pour Blackthorn
  - Benito Zambrano pour La voz dormida

### Meilleur acteur
- José Coronado pour No habrá paz para los malvados
  - Antonio Banderas pour La piel que habito
  - Daniel Brühl pour Eva
  - Luis Tosar pour Malveillance

### Meilleure actrice
- Elena Anaya pour La piel que habito
  - Inma Cuesta pour La voz dormida
  - Verónica Echegui pour Katmandú, un espejo en el cielo
  - Salma Hayek pour Un jour de chance (La chispa de la vida)

### Meilleur acteur dans un second rôle
- Lluís Homar pour Eva
  - Raúl Arévalo pour Primos
  - Juanjo Artero pour No habrá paz para los malvados
  - Juan Diego pour 23-F: la película

### Meilleure actrice dans un second rôle
- Ana Wagener pour La voz dormida
  - Pilar López de Ayala pour Intruders
  - Goya Toledo pour Maktub
  - Maribel Verdú pour De tu ventana a la mía

### Meilleur nouveau réalisateur
- Kike Maíllo pour Eva
  - Paco Arango pour Maktub
  - Eduardo Chapero-Jackson pour Lost Destination
  - Paula Ortiz pour De tu ventana a la mía

### Meilleur espoir masculin
- Jan Cornet pour La piel que habito
  - Marc Clotet pour La voz dormida
  - Adrián Lastra pour Primos
  - José Mota pour Un jour de chance (La chispa de la vida)

### Meilleur espoir féminin
- María León pour La voz dormida
  - Alba García pour Lost Destination
  - Michelle Jenner pour No tengas miedo
  - Blanca Suárez pour La piel que habito

### Meilleur scénario original
- Enrique Urbizu et Michel Gaztambide pour No habrá paz para los malvados
  - Miguel Barros pour Blackthorn
  - Martí Roca, Sergi Belbel, Cristina Clemente et Aintza Serra pour Eva
  - Woody Allen pour Minuit à Paris

### Meilleur scénario adapté
- Ángel Cruz, Ignacio Ferreras, Paco Roca and Rosanna Cecchini pour Rides
  - Icíar Bollaín pour Katmandú, un espejo en el cielo
  - Pedro Almodóvar pour La piel que habito
  - Benito Zambrano et Ignacio del Moral pour La voz dormida

### Meilleure direction artistique
- Juan Pedro de Gaspar pour Blackthorn
  - Laia Colet pour Eva
  - Antxón Gómez pour La piel que habito
  - Antón Laguna pour No habrá paz para los malvados

### Meilleurs costumes
- Clara Bilbao pour Blackthorn
  - Paco Delgado pour La piel que habito
  - María José Iglesias García pour La voz dormida
  - Patricia Monné pour No habrá paz para los malvados

### Meilleurs maquillages et coiffures
- Karmele Soler, David Martí et Manolo Carretero pour La piel que habito
  - Ana López-Puigcerver et Belén López-Puigcerver pour Blackthorn
  - Concha Rodríguez et Jesús Martos pour Eva
  - Montse Boqueras, Nacho Díaz et Sergio Pérez pour No habrá paz para los malvados

### Meilleure photographie
- Juan Antonio Ruiz Anchía pour Blackthorn
  - Arnau Valls Colomer pour Eva
  - José Luis Alcaine pour La piel que habito
  - Unax Mendía pour No habrá paz para los malvados

### Meilleur montage
- Pablo Blanco pour No habrá paz para los malvados
  - David Gallart pour Blackthorn
  - Elena Ruiz pour Eva
  - José Salcedo pour La piel que habito

### Meilleur son
- Marcos de Oliveira et Nacho Royo-Villanova pour No habrá paz para los malvados
  - Daniel Fontrodona, Marc Orts et Fabiola Ordoy pour Blackthorn
  - Rossinyol, Tarragó et Marc Orts pour Eva
  - Iván Marín, Marc Orts et Pelayo Gutiérrez pour La piel que habito

### Meilleurs effets visuels
- Arturo Balseiro et Lluis Castells pour Eva
  - Raúl Romanillos et David Heras pour Intruders
  - Reyes Abades et Eduardo Díaz pour La piel que habito
  - Raúl Romanillos et Chema Remacha pour No habrá paz para los malvados

### Meilleure chanson originale
- Nana de la hierbabuena de Carmen Agredano, extraite de La voz dormida
  - Debajo del limón de Paul Ortiz et Pachi García, extraite de De tu ventana a la mía
  - Nuestra playa eres tú de Jorge Pérez Quintero, Borja Jiménez Mérida et Patricio Marín Díaz, extraite de Maktub
  - Verbo de Pascal Gaigne et Ignacio Fornés, extraite de Lost Destination

### Meilleure musique originale
- Alberto Iglesias pour La piel que habito
  - Lucio Godoy pour Blackthorn
  - Evgueni et Sacha Galperine pour Eva
  - Mario de Benito pour No habrá paz para los malvados

### Meilleur film européen
- The Artist de Michel Hazanavicius  France
  - Jane Eyre de Cary Fukunaga  Royaume-Uni
  - Melancholia de Lars von Trier  Danemark
  - Carnage de Roman Polanski  France

### Meilleur film étranger en langue espagnole
- El Chino de Sebastián Borensztein  Argentine
  - Boleto al paraíso de Gerardo Chijona Valdés  Cuba
  - Miss Bala de Gerardo Naranjo  Mexique
  - Violeta se fue a los cielos d'Andrés Wood  Chili

### Meilleur film d'animation
- La Tête en l'air (Arrugas) d'Ignacio Ferreras
  - Cartago Nova de Jose María Molina
  - Papá soy una zombi de Ricardo Ramón et Joan Espinach
  - The Little Wizard. O Mago Dubidoso de Roque Cameselle (retiré de la compétition [1])

### Meilleur film documentaire
- Escuchando al juez Garzón d'Isabel Coixet
  - 30 años de oscuridad de Manuel H. Martín
  - El cuaderno de barro d'Isaki Lacuesta
  - Morente. El barbero de Picasso d'Emilio Ruiz Barrachina

### Meilleur court-métrage de fiction
- El barco pirata de Fernando Trullols
  - El premio de León Siminiani
  - Matar a un niño de Jose Esteban Alenda et Cesar Esteban Alenda
  - Meine Liebe de Laura Pousa et Ricardo Steinberg

### Meilleur court-métrage d'animation
- Birdboy de Pedro Rivero
  - Ella de Juan Montes de Oca
  - Quién aguanta más de Gregorio Muro
  - Rosa de Jesús Orellana

### Meilleur court-métrage documentaire
- Regreso a Viridiana de Pedro González Bermúdez
  - Alma de Rodrigo Blaas
  - Nuevos tiempos de Jorge Dorado
  - Virgen Negra de Raúl de la Fuente

### Prix Goya d'honneur
- Josefina Molina

## Statistiques

### Nominations multiples
16 : La piel que habito
14 : No habrá paz para los malvados
12 : Eva et Blackthorn

### Récompenses multiples
6 : No habrá paz para los malvados
4 : La piel que habito